# Руді Кардосо
Руді Кардосо (ісп. Rudy Cardozo; нар. 12 лютого 1990, Тариха) — болівійський футболіст, півзахисник клубу «Хорхе Вільстерман».
Виступав, зокрема, за клуби «Хапоель» (Рамат-га-Шарон) та «Болівар», а також національну збірну Болівії.

## Клубна кар'єра
Народився 12 лютого 1990 року в місті Тариха. Вихованець футбольної школи клубу «Болівар».
У дорослому футболі дебютував 2008 року виступами за команду ізраїльського клубу «Хапоель» (Рамат-га-Шарон), в якій провів один сезон на правах оренди, взявши участь у 28 матчах чемпіонату. Більшість часу, проведеного у складі, був основним гравцем команди.
До складу клубу «Болівар» повернувся 2009 року. Відіграв за команду з Ла-Паса наступні п'ять сезонів своєї ігрової кар'єри. Граючи у складі «Болівара» також здебільшого виходив на поле в основному складі команди.
Частину сезону 2015 року перебував в оренді бразильського клубу «Португеза Деспортос». У другій половині сезону повернувся до клубу «Болівар», де продовжив виступи провівши за команду з Ла-Паса загалом за вісім сезонів 213 матчів в національному чемпіонаті.
У 2017 році захищав кольори клубу «Хорхе Вільстерман», а з 2018 по 2021 роки команди «Зе Стронгест». У 2022 Кардосо виступав за «Рояль Парі», а на початку 2023 повернувся до лав команди «Хорхе Вільстерман».

## Виступи за збірну
2010 року дебютував в офіційних матчах у складі національної збірної Болівії. Наразі провів у формі головної команди країни 36 матчів, забивши 5 голів.
У складі збірної був учасником розіграшу Кубка Америки 2011 року в Аргентині.

## Титули і досягнення

### Клубні
- «Болівар»

Чемпіон Болівії (2): 2011, 2013-К